# مايلز ريد
مايلز ريد (بالإنجليزية: Miles Reid)‏ هو رياضياتي بريطاني، ولد في 30 يناير 1948 في Hoddesdon ‏ في المملكة المتحدة.